# Карантина
Карантината (на френски: quarantaine от италиански: quarantena – „четиридесет“) е принудителна мярка за контрол на заразните заболявания. Състои се в комплекс от медико-санитарни и административни мероприятия за предотвратяване на внасянето и ограничаването на разпространението на заразни болести. Представлява изолиране за определено време на болни от заразни болести или на лица, бивали в контакт с тях, за да се избегне разпространението на болестта. През това време контролираните индивиди пребивават в строго охранявани карантинни зони (за хора) или карантинни депа (за животни), под стриктен медицински надзор. Лицата, които не покажат признаци на заразно заболяване, се освобождават.

## История и произход на името
Още в древността големи епидемични вълни унищожават значителна част от населението. Едни от първите сведения за налагането на ограничителни мерки се срещат в еврейската Тора. Там са посочени указания за изолиране на болните от проказа и дезинфекция на техните домове.
През 549 г. император Юстиниан I налага изолиране на пътници, идващи от засегнати от чума райони.
Около 1020 г. Авицена пръв открива заразителния характер на инфекциозните заболявания и прилага карантината като ограничаващо действие против разпространението им.
Думата „карантина“ произхожда от венецианския диалект на италианския quaranta giorni, което в буквален превод означава „четиридесет дни“. Това се дължи на наложената изолация от 40 дена на кораби и хора, преди да влязат в пристанището на град Рагуза в Далмация. Това се практикува като мярка за превенция на разпространението на чумата в републиката. В периода 1348 – 1359 г. Черната смърт унищожава около 30% от населението на Европа, както и значителен процент от населението на Азия. Оригиналният документ, регламентиращ този период, е от 1377 г. и днес се съхранява в архивите на Дубровник. В него се посочва, че преди да влезе в града корабът заедно със своя екипаж е трябвало да прекара 30 дни на изолирано място извън пристанището (обикновено в заливи около близките острови). В този период се изчаква дали екипажът ще развие симптоми на заразно заболяване. По-късно периодът на изолация е удължен на 40 дни.